# Оренбурзький край
Оренбурзький край — антибільшовицьке федеративне об'єднання в 1917-1920 на території Південного Уралу в складі Російської республіки, а після і Російської держави адмірала Колчака, заснованої в результаті державного перевороту 18 листопада 1918. Верховні органи влади: Козача держава, сформована отаманом Оренбурзького козачого війська генерал-лейтенантом Дутовим Олександром Іллічем.

## Формування
Офіційною назвою державної освіти стало Оренбурзький край. На своєму засіданні 7 грудня 1917 2-га чергова Військова держава Оренбурзького козачого війська переважною більшістю голосів ухвалила: совєтської влади не визнавати; боротьбу з більшовиками продовжувати до повної над ними перемоги. Прихильники більшовиків Тимофій Іванович Сідельників і підосавул Микола Дмитрович Каширін зажадали відставки Дутова і визнання радянської влади, проте їх пропозиція не зустріла підтримки, полковник Дутов був переобраний військовим отаманом і сформовано військовий уряд в такому складі:
- голова уряду — військовий отаман, полковник Дутов Олександр Ілліч;
- заступник голови — помічник військового отамана, Генерального штабу полковник Акулінін Іван Григорович (який щойно прибув з Петрограда і обраний депутатом);
- завідувач військовим відділом — начальник штабу війська, полковник Половников Василь Миколайович;
- керівник слідчої комісії — полковник Шівцов Іван Ілліч.

### Урядовці
- військовий старшина В. Г. Рудаков (закінчив інтендантську академію і займав посаду дивізійного інтенданта);
- військовий старшина Г. Ф. Шангін (працював в кооперації);
- чиновник гірського відомства А. С. Видрін;
- землемір Г. Г. Богданов (мусульманин, представник казаків мусульманського віросповідання);
- військовий старшина Н. С. Анісімов;
- військовий секретар — військовий чиновник О. Е. Іванов.

11 грудня постановою військової держави, Комітету порятунку батьківщини і революції, башкирського і киргизького з'їздів в межах Оренбурзької губернії і Тургайської області був утворений Оренбурзький військовий округ (командувач — Дутов, начальник штабу — полковник І. Г. Акулінін).

## Спроба перевороту соціал-революціонерів
У грудні 1918 на базі Оренбурзького козачого Війська була спроба створення Об'єднаного уряду Південного Уралу на противагу Колчаку. Це було пов'язано з приходом Колчака до влади і спробами соціалістів до реваншу. Однією з найбільш небезпечних для Білого руху можна назвати спробу захоплення влади в результаті змови проти отамана Дутова в Оренбурзі. Небезпека оренбурзької змови для білих полягала в тому, що в числі її організаторів були представники кількох різнопланових і впливових політичних сил: член ЦК партії есерів В. А. Чайкін, національні лідери Ахмет-Закі Валіді і Мустафа Шокай, есер, командувач Актюбінською групою Оренбурзького козачого війська Махін і отаман 1-го військового округу полковник К. Л. Каргін. Захопивши владу, змовники змогли розколоти антибільшовицький табір на сході Росії і тим самим привести до падіння всього Східного фронту, поразки Колчака. Валіді, судячи з його спогадів, ненавидів Колчака більше, ніж більшість есерів, і вів постійні переговори по прямому проводу з членами Установчих зборів в Уфі. Для координації підпільної роботи в Оренбург прибув член ЦК, лідер туркестанських есерів і політик вкрай лівого спрямування В. А. Чайкін — давній друг Валіді; вони легко знайшли спільну мову.
У ніч на 2 грудня змовники провели свою єдину нараду в Оренбурзі, в будівлі Караван-Сарая — резиденції Башкирського уряду. На нараді, за спогадами Чокаева, були присутні Валіді, Чокан, Махін, Каргін і Чайкін. Махін повинен був стати головнокомандувачем, Каргін — військовим отаманом Оренбурзького козачого війська (замість Дутова), правителем Башкурдістана був намічений Валіді, Казахстану — С. Кадірбаєв (представник Алаш-Орди в Оренбурзі), Чокаєв повинен був стати міністром зовнішніх зв'язків; Чайкін також отримав посаду в майбутньому уряді. У той час в Оренбурзі були розквартировані чотири башкирських стрілецьких полки, Отаманський дивізіон Оренбурзького козачого війська, 1-й Оренбурзький козачий запасний полк, конвойна сотня і вартова рота, а також артилерійські і технічні частини. У змовників, при опорі на башкирські частини, були всі підстави розраховувати на успіх.
Однак поручик А.-А. Велієв (Ахметгалі), татарський купець з Челябінська, доніс про таємній наради коменданту Оренбурга капітану А. Заваруєву. Той, в свою чергу, попередив про це головного начальника Оренбурзького військового округу генерала Акулініна. Відразу ж були приведені в бойову готовність Отаманський дивізіон і запасний полк, встановлено спостереження за Караван-Сараєм і казармами башкирських частин, в розпорядження коменданта міста викликані російські офіцери, які служили в башкирських полках. Протягом ночі змовники намагалися зібрати вірні їм частини на станції Оренбург, яка перебувала в їх руках. Однак, зрозумівши, що ініціатива перейшла до прихильників Дутова, Валіді опівдні 2 грудня виїхав з міста, захопивши всі наявні вагони.

## Армія Оренбурзького козачого Війська
На початковому етапі Оренбурзька козача держава надіялася на сили юнкерів і запасних козачих частин, так як запасні піхотні полки були сильно розпропагандовані більшовиками, а ті хто повертався з фронтів Великої війни морально були придушені і роззброєні більшовиками при проходженні через центральні області європейської частини Росії.
17 жовтня 1918 Оренбурзькою козачою державою з частин Оренбурзького козачого війська і інших, що діяли з ними, під командуванням О. І. Дутова була утворена Південно-Західна армія.
28 грудня армія перейменована в Окрему Оренбурзьку армію, що складалася з 1-го і 2-го Оренбурзьких казацьких корпусів, 4-го Оренбурзького армійського, Зведеного Стерлитамакського і Башкирського (4 піхотні полки) корпусів і 1-ї Оренбурзької козачої пластунської дивізії. Чисельність її червоні оцінювали в 10 тис. чоловік.

## Бойові дії
У 1918 армія зі змінним успіхом діяла на Південному Уралі і північних районах Степового краю (нині Казахстану), в основному проти 1-ї армії червоних, обороняла Бузулукську, Північну, Ілецьку і Орську ділянки. Однак наприкінці 1918 напочатку 1919 почалися серйозні невдачі. У січні нею були залишені Оренбург і Орськ. Невдачі пояснювалися насамперед втомою, небажанням значної частини казаків продовжувати війну, дезертирством і навіть переходом на сторону червоних одинаків, груп і цілих підрозділів. Це стало багато в чому результатом більшовицької пропаганди у військах і їх тилу.
На початку 1919 армія залишила Оренбург і Орськ, але в квітні повернула Орськ і розвинула наступ на Актюбінськ.
Коли навесні 1919 армія Колчака головними силами в центрі і на півночі почала наступ, він в квітні був підтриманий на півдні армією Дутова. Вона розгорнула наступ на ділянці між річками Сакмара і Урал, зайняла Ілек, Орськ, відтіснила Оренбурзьку групу червоних, вийшла на підступи до Оренбурга, проте прорватися в місто так і не змогла. Положення в армії погіршувався і 23 травня 1919 вона була переформована в корпус і разом з Південною групою склала нову Південну армію. Після розгрому червоними Південної армії залишки її сил було включено в 3-у армію білих.

## Склад

### Окрема Оренбурзька армія
Командувачі військами і головні начальники: генерального штабу генерал-майор Акулінін Іван Григорович (з 19 жовтня 1918), генерал-лейтенант Дутов Олександр Ілліч (з 11 грудня 1918) начальники штабу: Структура управління військовою армією:

## Відродження Оренбурзького козацтва

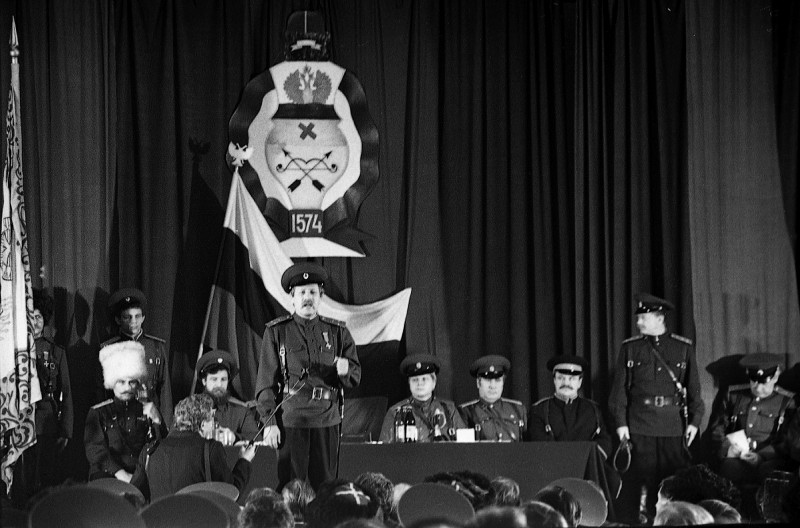
Перше Коло відновленого Оренбурзького козацького війська, с. Ніжинка Оренбурзької обл. 8 грудня 1991 року

8 грудня 1991 року у селищі Ніжинка (колишня козацька станиця Ніжинська) під Оренбургом відбулося Перше Коло (установчий з'їзд) Оренбурзького козацького війська. У Колі брали участь 400 делегатів від козацьких громад і земляцтв регіонів колишнього СРСР . На колі Оренбурзьке козацьке військо було відновлено, але не в статусі протодержавного утворення, а лише в якості громадської організації.

### Командувач військами Оренбурзького військового округу
- Акулінін Іван Григорович, з червня 1918 командувач військами Оренбурзького військового округу і з 19 жовтня 1918 головний начальник того ж округу;
- Дутов Олександр Ілліч (17 жовтня 1918 — 23 травня 1919);
- Бєлов Петро Андрійович (23 травня — 21 вересня 1919); — Дутов Олександр Ілліч (21 вересня — 16 жовтня 1919).

### Штаб похідного отамана Оренбурзького козачого війська
- Карликов В'ячеслав Олександрович, з 21 грудня 1917начальник штабу Оренбурзького військового округу;
- Підполковник Вагін О. Н., з 28 липня 1918;
- Генерал-майор Половников, Василь Миколайович, з 25 жовтня 1918.

- 1-й Оренбурзький козачий корпус Оренбурзької армії (сформований 8 жовтня 1918)

### Командир корпусу
- генерал-лейтенант Жуков, Гервасій Петрович
- генерал-майор Акулінін І. Г. Начальник штабу осавул Пивоваров

- 1-а Оренбурзька козача дивізія. Сформована 8 жовтня 1918 року.

- Командир Степанов, Розумник Петрович.